# Synagoge (Pohrebyschtsche)

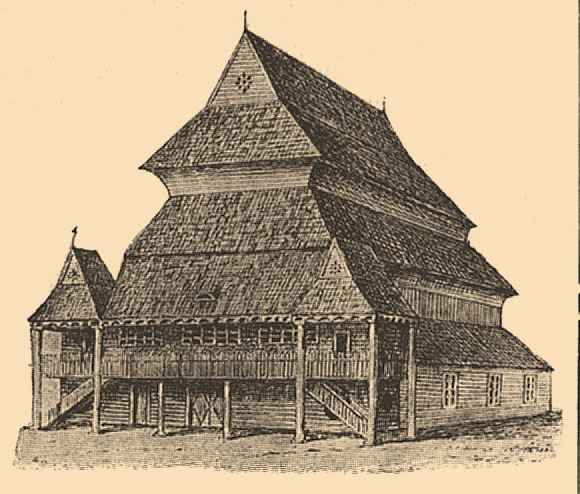
Synagoge Pohrebyschtsche vor 1906

Die hölzerne Synagoge in Pohrebyschtsche, einer Stadt in der Oblast Winnyzja in der Ukraine, wurde im 17. Jahrhundert errichtet und existiert heute nicht mehr.

## Geschichte
Bereits in der ersten Hälfte des 17. Jahrhunderts gab es in Pohrebyschtsche eine hölzerne Synagoge, die schon 1648 als alt beschrieben wurde. Während des Kosakenaufstands (1648–1657) wurde der Ort (und damit wohl auch die Synagoge) durch Feuer zerstört. Erst gegen Ende des Jahrhunderts kehrte Normalität ein und circa 1690 wurde wieder eine Synagoge erbaut.
Schon 1730 fanden Restaurierungen statt. Größere Erneuerungen sind von 1892 bekannt, als das Äußere völlig umgebaut wurde.
Die Synagoge wurde 1928 zu einem Arbeiterklub umgewandelt.
Im Zweiten Weltkrieg wurde sie vollständig zerstört.

## Architektur
Die Haupthalle war dreischiffig und mit (12,00 × 12,40 m) nahezu quadratisch. Sie bestand aus dem zentralen Teil und zwei seitlichen Teilen, die schmaler (1,80 m) und niedriger waren. Um die Haupthalle herum waren an drei Seiten Anbauten: im Westen die Vorhalle mit einer zweiten Etage für den Gebetsraum der Frauen sowie zwei weitere eingeschossige Hallen an den Seiten, diese waren ebenfalls Gebetsräume der Frauen. An der westlichen Seite gab es auf beiden Seiten je einen zweigeschossigen Eckpavillon.
Die Seitenschiffe und Frauenbeträume waren unter einem gemeinsamen Dach, das Mittelschiff dagegen unter einem separaten zweiteiligen Mansarddach. Die Vorhalle mit der Frauengalerie darüber hatte ein eigenes Dach, die Eckpavillons steile Satteldächer.
Die Wände bestanden aus horizontalen Balken, die in der Haupthalle durch Streben verstärkt waren. Die Wände waren mehrfarbig bemalt und zeigten Vögel, Pflanzen und domestizierte Tiere. Die Haupthalle wurde von einem zweistufigen Dach überdeckt.
Der Toraschrein war 4,50 m hoch und bestand aus drei Teilen. Er war mit Schnitzereien und Inschriften verziert.
Die Bima stand auf einem achteckigen Podium und war von einer Balustrade umgeben.